# Peponapis
Peponapis is een geslacht van vliesvleugelige insecten uit de familie bijen en hommels (Apidae)

## Soorten
- P. apiculata (Cresson, 1878)
- P. atrata (Smith, 1879)
- P. azteca Hurd & Linsley, 1966
- P. citrullina (Cockerell, 1912)
- P. crassidentata (Cockerell, 1949)
- P. fervens (Smith, 1879)
- P. limitaris (Cockerell, 1906)
- P. melonis (Friese, 1925)
- P. michelbacherorum Hurd & Linsley, 1964
- P. pruinosa (Say, 1837)
- P. smithi Hurd & Linsley, 1966
- P. timberlakei Hurd & Linsley, 1964
- P. utahensis (Cockerell, 1905)